# Тринидад
Тринидад је веће острво државе Тринидад и Тобаго. Налази се само 11 km од обале Венецуеле, а са површином од 4,786 km² оно је пето по величини у Карибима. Много верују да је име потекло из језика Араваки, од речи „Iëre“ што значи „Земља зујећих птица (колибрија)“. Кристифор Колумбо преименовао је острво у „La Isla de la Trinidad“ што значи „Острво Свете Тројице“.
На острву живи нешто више од 1,2 милиона становника, или око 96% популације Тринидада и Тобага.